# 陈厥后
陈厥后，遂溪人，是一名明朝政治人物。举人出身。
陈厥后曾于永乐年间接替方伟任延平府知府一职，永乐年间由王吉接任。